# 神奈美帆
神奈美帆（日语：／，1965年1月30日—），暱稱，前寶塚歌劇團雪組主演娘役，是平みち的相手。大阪府吹田市人，身高161公分，B型。

## 簡介
- 1981年4月，考進寶塚音樂學校。1983年，進入寶塚歌劇團，69期生，同期有久世星佳(前月組主演男役)、高嶺ふぶき(前雪組主演男役)、麻路さき(前星組主演男役)、若央りさ(前月組男役，現寶塚歌劇團編舞)、出雲綾(前宙組、月組組長)。初舞台為月組公演『春の踊り』／『ムーンライト・ロマンス』[1]，之後被分配到花組。
- 1984年4月，在北原遙子退團後成為池田銀行的代言人。
- 1985年4月，入團第三年被組替到雪組，成為平みち的搭檔，就任雪組主演娘役。披露目是『愛のカレードスコープ(愛的萬花筒)』。是少數沒有在新人公演及寶塚Bow Hall公演擔任過女主角，就當上主演娘役的人。[2][3][4]
- 1988年11月，『たまゆらの記(玉露記)』東京公演結束後，和平みち一起退出寶塚歌劇團[2][5]。退團後結婚，偶爾參加寶塚前團員的活動及寶塚專屬頻道(TAKARAZUKA SKY STAGE，寶塚天空舞台)的節目。

## 寶塚歌劇團時期

### 初舞台
- 1983年3月 月組公演 『春の踊り』

### 花組時期
- 1983年9月-11月 寶塚大劇場『紅葉愁情』／『メイフラワー(五月花)』新人公演 飾演:ジュリー (正式公演:ひびき美都)[2]
- 1984年2月-3月  寶塚大劇場 『琥珀色の雨にぬれて(情浸琥珀色的雨中)』新人公演 飾演:ジュヌヴィエーヴ (正式公演:梢真奈美)／『ジュテーム』[2]
- 1984年4月22日-5月7月寶塚Bow Hall公演 『ロジャースビル物語 (羅傑斯維爾的故事)』[6]
- 1984年6月 東京寶塚劇場 『琥珀色の雨にぬれて(情浸琥珀色的雨中)』新人公演 飾演:ジュヌヴィエーヴ (正式公演:梢真奈美)／『ジュテーム』[2]
- 1984年10月-11月 寶塚Bow Hall公演 『オクラホマ！(奧克拉荷馬)』飾演:ガーティ[2]
- 1985年3月-5月 寶塚大劇場『愛あれば命は永遠に』飾演:小公女B 新人公演 飾演:ラコスト嬢 [2] (正式公演:北小路みほ)

### 雪組主演娘役時期
- 1985年6月-8月 寶塚大劇場 『愛のカレードスコープ(愛的萬花筒)』飾演:クリスティーナ、カレン、マリー・アントワネット／『アンド・ナウ！』＊主演娘役大劇場披露目[2][7]
- 1985年9月 『はばたけ黄金の翼よ(展開黃金的翅膀吧，改編粕谷紀子原作漫畫「風のゆくえ」)』飾演:／『フル・ビート』※地方巡迴公演[2]
- 1985年11月 東京寶塚劇場 『愛のカレードスコープ(愛的萬花筒)』飾演:クリスティーナ、カレン、マリー・アントワネット／『アンド・ナウ！』[2]
- 1986年1月 寶塚Bow Hall公演『ショーボート(畫舫璇宮)』飾演:マグノリア・ホークス[2]
- 1986年2月-3月 寶塚大劇場 『大江山花伝(大江山花傳，改編木原敏江同名原作漫畫)』飾演:藤子/藤の葉／『スカイ・ハイ・スカイ』[2][8][9]
- 1986年6月  東京寶塚劇場 『大江山花伝(大江山花傳，改編木原敏江同名原作漫畫)』飾演:藤子/藤の葉／『スカイ・ハイ・スカイ』[2]
- 1986年8月 寶塚大劇場 『三つのワルツ(三拍華爾滋)』飾演:シャルロッテ・ピクラー、フランチー・イエンセン・ピクラー[2][10]
- 1986年12月 東京寶塚劇場 『三つのワルツ(三拍華爾滋)』飾演:シャルロッテ・ピクラー、フランチー・イエンセン・ピクラー[2]
- 1987年1月30日-2月5日 簡易保険ホール(現為ゆうぽうと(Gotanda U-Port Hall)『ショーボート(畫舫璇宮)』[11]
- 1987年3月-5月 寶塚大劇場 『宝塚をどり賛歌』／『サマルカンドの赤いばら(撒馬爾罕的紅玫瑰)』飾演:フィトナ姫[2][12]
- 1987年7月 東京寶塚劇場 『宝塚をどり賛歌』／『サマルカンドの赤いばら(撒馬爾罕的紅玫瑰)』飾演:フィトナ姫[2]
- 1987年9月-11月 寶塚大劇場 『梨花 王城に舞う(梨花在王城飛舞)』飾演:玉蘭／『ザ・レビュースコープ』[2][13]
- 1988年1月-2月 寶塚大劇場 『風と共に去りぬ(亂世佳人)』飾演:スカーレット(郝思嘉) ※和一路真輝輪流飾演[2]
- 1988年4月 東京寶塚劇場『風と共に去りぬ(亂世佳人)』飾演:スカーレット(郝思嘉)[2]
- 1988年2月-3月 寶塚Bow Hall公演 『レッドヘッド』 飾演:エシー・ウィンプル[2]
- 1988年5月 青山劇場 『レッドヘッド』 飾演:エシー・ウィンプル[2]
- 1988年7月-8月 寶塚大劇場 『たまゆらの記(玉露記)』飾演:安宿媛／『ダイナモ！』[2]
- 1988年11月 東京寶塚劇場 『たまゆらの記(玉露記)』飾演:安宿媛／『ダイナモ！』＊退團公演[2][14]

### 寶塚其他表演活動
- 1986年2月21-22日 寶塚大劇場『86TMP音楽祭「ザッツ・ムービー」』(寶塚1986年TMP音楽祭「這就是電影」)[15]
- 1986年10月16-18日 寶塚大劇場『第29回宝塚ミラーボール'86 歌劇 宝塚グラフ 愛読者大会』(第29回寶塚鏡球:1986年 寶塚地圖 愛書人大會)[16]
- 1987年2月20-21日 寶塚大劇場『87TMP音楽祭「ラ・シャンソン」－モン・パリ誕生60周年記念－』(寶塚1987年TMP音楽祭「L'A CHANSON」－モン・パリ誕生60周年記念－)[17]
- 1988年5月20-21日 寶塚大劇場『88TMP音楽祭「永遠のポップス」』(寶塚1988年TMP音楽祭「永遠的流行音樂」)[18]
- 1988年9月1日 寶塚大劇場 『レビュー記念日　1988年』(寶塚1988年「Revue記念日特別公演」)[19]

## 寶塚歌劇團退團後
- 1997年12月27日-29日 東京寶塚劇場 『東京寶塚劇場―寶塚 我が心のふるさと―』(再見東京寶塚劇場公演)
- 2000年3月3日 寶塚大劇場 『The Hit Parade Takarazuka 愛-寺田瀧雄作曲家生活40周年記念コンサート』(寺田瀧雄出道40周年紀念音樂會)
- 2002年10月 『華麗なる卒業生たち＃12「神奈美帆」』(寶塚天空舞台頻道訪談:優秀的畢業生12:「神奈美帆」)
- 2006年2月2日 『Flush！ Collection＃1』(寶塚天空舞台頻道重播關西電視台「閃爍寶塚」節目第1集)[20]
- 2006年2月15日『Flush！ Collection＃2』(寶塚天空舞台頻道重播關西電視台「閃爍寶塚」節目第2集)[21]
- 2006年9月2日 『Flush！ Collection＃15』(寶塚天空舞台頻道重播關西電視台「閃爍寶塚」節目第15集)[22]
- 2007年1月2日 『Flush！ Collection＃23』(寶塚天空舞台頻道重播關西電視台「閃爍寶塚」節目第23集)[23]
- 2007年2月1日 T-style＃6『久世星佳・神奈美帆』(寶塚天空舞台頻道訪談)[24]
- 2007年4月2日 『Flush！ Collection＃29』(寶塚天空舞台頻道重播關西電視台「閃爍寶塚」節目第29集)[25]
- 2007年9月4日 『Flush！ Collection＃39』(寶塚天空舞台頻道重播關西電視台「閃爍寶塚」節目第39集)[26]
- 2013年11月12日 梅田藝術劇場 『TAKARAZUKA WAY TO 100th ANNIVERSARY FINAL:DREAM, A DREAM』[27]
- 2014年4月6日 寶塚大劇場 宝塚歌劇100周年夢の祭典『時を奏でるスミレの花たち』[28]
- 2019年1月18日 大阪新阪急ホテル2階「紫の間」(大阪新阪急酒店2樓「紫之間)『一路 真輝(いちろ まき) トークサロン2019』[29]
- 2023年5月12日 タカラヅカ花の指定席『スカイ・ハイ・スカイ』(寶塚天空舞台頻道重播關西電視台「寶塚之花預訂位:スカイ・ハイ・スカイ」節目)
- 2023年9月21日 タカラヅカ花の指定席『ダイナモ！』(寶塚天空舞台頻道重播關西電視台「寶塚之花預訂位:ダイナモ！」節目)[30]
- 2023年10月22日 東京建物Brillia Hall『寶塚歌劇 雪組 pre100th Anniversary「Greatest Dream」』(寶塚雪組100周年紀念公演「Greatest Dream」)[31]

## 外部連結
- 雪組100成立100周年新聞報導（页面存档备份，存于）
- 寶塚亂世佳人演出紀錄新聞報導（页面存档备份，存于）
- 寶塚天空舞台網站 神奈美帆簡介 （页面存档备份，存于）
- WEBザテレビジョン網站神奈美帆的簡介